# Korlát (település)
Korlát község Borsod-Abaúj-Zemplén vármegyében, a Gönci járásban.

## Fekvése
Miskolctól közúton kb. 55 kilométerre északkeletre fekszik, a Zempléni-hegységnek a Hernád völgye felé lefutó nyugati lankái között.
A közvetlenül szomszédos települések: északkelet felől Fony, dél felől Arka, nyugat felől pedig Vizsoly.

### Megközelítése
Közúton két útvonalon közelíthető meg, a Hernád völgyében futó 3713-as út felől, vagy Fony belterületén keresztül, mindkét irányból a 3715-ös úton.
Vasútvonal nem érinti, ennek ellenére a Szerencs–Hidasnémeti-vasútvonal egyik megállója a Korlát-Vizsoly megállóhely nevet viseli. A névadás oka az lehetett, hogy a megálló a Korlátra vezető 3715-ös út közelében létesült, nem messze annak vasúti keresztezésétől, és mindkét településtől közel azonos (kevesebb, mint 2 kilométernyi) távolságban helyezkedik el.

## Története
Korlát (Korlátfalva) már az őskorban is lakott hely volt, területén csiszolt kőeszközök kerültek napvilágra.
Nevét az ismert okleveles források 1332-ben említették először, Corardi, Cunradi, Conradi, Corradi formában. A név eredete valószínűleg az oklevelekben 1267-ben szereplő Arkai Corladus személye. A település ebben az évben már szerepelt a pápai tizedjegyzékben, tehát ekkor már egyháza is volt. Papja a pápai tizedjegyzék adatai szerint 1332-1333-ban 36 garas, 1334-ben 20 garas 1335-ben 24 garas pápai tizedet fizetett.
A település első ismert birtokosai a Lánczi család tagjai voltak.
1640-ben a törökök elpusztították, és majd egy évszázadig lakatlanul állt, csak az 1700-as évek közepén népesült újra.
A településen Nikházy György-nek, II. Rákóczi Ferenc egyik generálisának egykor kastélya is állt, melynek a 20. század elején már csak csekély, átalakított maradványai voltak láthatók.
A Fúló és Vízkelety családoknak sírboltja van itt a településen.
Birtokos volt még itt a Domokos család, detki és tengerfalvi Meczner család, valamint a borzovai Téglássy család is.
Korlát a 20. század elején Abaúj-Torna vármegye Gönczi járásához tartozott.
Az 1910-es népszámláláskor 608 lakosa volt, ebből 604 magyar volt, 241 római katolikus, 54 görögkatolikus, 273 református volt.

## Közélete

### Polgármesterei
- 1990–1994: Kovács Miklósné (független)[4]
- 1994–1998: Kovács Miklósné (független)[5]
- 1998–2002: Kovács Miklósné (független)[6]
- 2002–2006: Kovács Miklósné (független)[7]
- 2006–2010: Takács Péter György (Fidesz-KDNP)[8]
- 2010–2014: Kovács Miklósné (független)[9]
- 2014–2018: Hriczu Imre (független)[10]
- 2019–2019: Takács Krisztián (független)[11]
- 2019–2024: Takács Krisztián (Fidesz-KDNP)[12]
- 2024– : Takács Krisztián (független)[1]

A településen 2019. február 17-én időközi polgármester-választást tartottak, az előző polgármester lemondása miatt.

## Népesség
A település népességének változása:
| Lakosok száma | 324  | 321  | 312  | 281  | 288  | 290  | 304  |
|               | 2013 | 2014 | 2015 | 2021 | 2022 | 2023 | 2024 |

2001-ben a település lakosságának 88%-a magyar, 12%-a cigány nemzetiségűnek vallotta magát.
A 2011-es népszámlálás során a lakosok 100%-a magyarnak, 39,3% cigánynak mondta magát (a kettős identitások miatt a végösszeg nagyobb lehet 100%-nál). A vallási megoszlás a következő volt: római katolikus 62%, református 20,7%, görögkatolikus 8,3%, felekezeten kívüli 8%.
2022-ben a lakosság 97,6%-a vallotta magát magyarnak, 9,7% cigánynak, 0,7% szlováknak, 0,3% németnek, 2,1% egyéb, nem hazai nemzetiségűnek (2,1% nem nyilatkozott; a kettős identitások miatt a végösszeg nagyobb lehet 100%-nál). Vallásuk szerint 32,6% volt római katolikus, 12,2% református, 2,8% görög katolikus, 1% egyéb keresztény, 0,3% evangélikus, 2,8% felekezeten kívüli (47,9% nem válaszolt).

## Látnivalók
- Domokos-Téglássy kúria
- Domokos-Hercor kúria
- Szepessy-kúria
- Református templom (gótikus, 15. század)

## Híres szülöttei
- Kováts Mihály (Korlát, 1762. június 7. - Korlát, 1851. június 21.) orvos, akadémikus, a kémia magyar úttörője
- Ferenczy József (Korlát, 1846. február 5. - Budapest, 1912. november 23.) színész, színházi rendező
- Tama Ferenc - első világháborúban elhunyt hős katona.

## Környező települések
Fony, Hernádcéce, Vizsoly, a legközelebbi város: Encs (kb. 12 km).